# Município de Liberty (condado de Van Wert, Ohio)
O município de Liberty (em inglês: Liberty Township) é um município localizado no condado de Van Wert no estado estadounidense de Ohio. No ano de 2010 tinha uma população de 1.559 habitantes e uma densidade populacional de 16,21 pessoas por km².

## Geografia
O município de Liberty encontra-se localizado nas coordenadas 40° 46′ 20″ N, 84° 38′ 02″ O. Segundo a Departamento do Censo dos Estados Unidos, o município tem uma superfície total de 96.2 km², da qual 96,16 km² correspondem a terra firme e (0,05 %) 0,05 km² é água.

## Demografia
Segundo o censo de 2010, tinha 1.559 habitantes residindo no município de Liberty. A densidade populacional era de 16,21 hab./km². Dos 1.559 habitantes, o município de Liberty estava composto pelo 97,75 % brancos, o 0,32 % eram afroamericanos, o 0,13 % eram amerindios, o 0,13 % eram asiáticos, o 0,64 % eram de outras raças e o 1,03 % eram de uma mistura de raças. Do total da população o 1,99 % eram hispanos ou latinos de qualquer raça.